# Championnat d'Europe féminin de water-polo 2024
Cet article traite de l'épreuve féminine. Pour la compétition masculine, voir Championnat d'Europe masculin de water-polo 2024.
Navigation
Split 2022 Belgrade 2026
Le Championnat d'Europe féminin de water-polo 2024 est la vingtième édition du Championnat d'Europe féminin de water-polo, compétition organisée par la Ligue européenne de natation (LEN) et rassemblant les meilleures équipes féminines européennes.
Les deux championnats, masculine et féminine, devaient se dérouler en Israël, d'abord à Tel Aviv puis à Netanya, mais, en raison du conflit armé palestino-israélien de 2023, la ligue et la fédération israélienne a préféré y renoncer.
Le 17 novembre 2023, la ligue européenne annonce que Dubrovnik et Zagreb, en Croatie, accueilleront l'Euro masculin tandis qu'Eindhoven, aux Pays-Bas, accueillera l'Euro féminin.
Le championnat offre une possibilité pour se qualifier pour les Jeux olympiques de Paris 2024 pour le vainqueur.

## Acteurs du tournoi
Pour cette édition, le nombre d'équipes passe à 16 équipes qualifiées et adopte le même format que la compétition masculine.

### Équipes qualifiées
| Compétition               | Date                | Lieu              | Places | Qualifiés                                                                     |
| ------------------------- | ------------------- | ----------------- | ------ | ----------------------------------------------------------------------------- |
| Pays organisateur         | Pays organisateur   | Pays organisateur | 1      | Israël                                                                        |
| Championnat d'Europe 2022 | août/septembre 2022 | Split             | 7      | Espagne Grèce Italie Pays-Bas Hongrie France Croatie                          |
| Qualifications            | juin 2023           | Multiples         | 8      | Slovaquie Roumanie Serbie Grande-Bretagne Bulgarie Turquie Tchéquie Allemagne |
| Total                     |                     |                   | 16     |                                                                               |

Le tirage au sort de la phase finale de l'Euro 2024 a lieu le 12 septembre 2024

## Premier tour
Les groupe A et B représentent la première division : les deux premiers sont qualifiés directement en quarts de finale, les deux autres participent aux huitièmes.
Les groupe C et D représentent la deuxième division : seules les deux premières participent aux huitièmes.

### Groupe A
| Rang | Équipe   | Pts | J | G | N | P | Bp | Bc | Diff |
| ---- | -------- | --- | - | - | - | - | -- | -- | ---- |
| 1    | Pays-Bas | 9   | 3 | 3 | 0 | 0 | 53 | 27 | +26  |
| 2    | Grèce    | 6   | 3 | 2 | 0 | 1 | 49 | 35 | +14  |
| 3    | Hongrie  | 3   | 3 | 1 | 0 | 2 | 40 | 30 | +10  |
| 4    | Croatie  | 0   | 3 | 0 | 0 | 3 | 16 | 66 | -50  |

| 1ère journée 5 janvier | 1ère journée 5 janvier | 1ère journée 5 janvier | 2ème journée 6 janvier | 2ème journée 6 janvier | 2ème journée 6 janvier | 3ème journée 7 janvier | 3ème journée 7 janvier | 3ème journée 7 janvier |
| ---------------------- | ---------------------- | ---------------------- | ---------------------- | ---------------------- | ---------------------- | ---------------------- | ---------------------- | ---------------------- |
| Pays-Bas               | 24 - 06                | Croatie                | Grèce                  | 25 - 08                | Croatie                | Pays-Bas               | 15 - 10                | Grèce                  |
| Hongrie                | 12 - 14                | Grèce                  | Pays-Bas               | 14 - 10                | Hongrie                | Hongrie                | 17 - 02                | Croatie                |

### Groupe B
| Rang | Équipe  | Pts | J | G | N | P | Bp | Bc | Diff |
| ---- | ------- | --- | - | - | - | - | -- | -- | ---- |
| 1    | Espagne | 9   | 3 | 3 | 0 | 0 | 53 | 23 | +30  |
| 2    | Italie  | 6   | 3 | 2 | 0 | 1 | 40 | 31 | +9   |
| 3    | France  | 3   | 3 | 1 | 0 | 2 | 30 | 37 | -7   |
| 4    | Israël  | 0   | 3 | 0 | 0 | 3 | 26 | 58 | -32  |

| 1ère journée 5 janvier | 1ère journée 5 janvier | 1ère journée 5 janvier | 2ème journée 6 janvier | 2ème journée 6 janvier | 2ème journée 6 janvier | 3ème journée 7 janvier | 3ème journée 7 janvier | 3ème journée 7 janvier |
| ---------------------- | ---------------------- | ---------------------- | ---------------------- | ---------------------- | ---------------------- | ---------------------- | ---------------------- | ---------------------- |
| Israël                 | 11 - 20                | Italie                 | Italie                 | 12 - 06                | France                 | Israël                 | 08 - 16                | France                 |
| Espagne                | 17 - 08                | France                 | Espagne                | 22 - 07                | Israël                 | Espagne                | 14 - 08                | Italie                 |

### Groupe C
| Rang | Équipe   | Pts | J | G | N | P | Bp | Bc | Diff |
| ---- | -------- | --- | - | - | - | - | -- | -- | ---- |
| 1    | Serbie   | 9   | 3 | 3 | 0 | 0 | 43 | 14 | +29  |
| 2    | Tchéquie | 6   | 3 | 2 | 0 | 1 | 27 | 36 | -9   |
| 3    | Roumanie | 3   | 3 | 1 | 0 | 2 | 25 | 35 | -10  |
| 4    | Turquie  | 0   | 3 | 0 | 0 | 3 | 22 | 32 | -10  |

| 1ère journée 5 janvier | 1ère journée 5 janvier | 1ère journée 5 janvier | 2ème journée 6 janvier | 2ème journée 6 janvier | 2ème journée 6 janvier | 3ème journée 7 janvier | 3ème journée 7 janvier | 3ème journée 7 janvier |
| ---------------------- | ---------------------- | ---------------------- | ---------------------- | ---------------------- | ---------------------- | ---------------------- | ---------------------- | ---------------------- |
| Roumanie               | 12 - 13                | Rép. Tchèque           | Turquie                | 09 - 10                | Rép. Tchèque           | Roumanie               | 09 - 07                | Turquie                |
| Serbie                 | 13 - 06                | Turquie                | Roumanie               | 04 - 15                | Serbie                 | Serbie                 | 15 - 04                | Rép. Tchèque           |

### Groupe D
| Rang | Équipe          | Pts | J | G | N | P | Bp | Bc | Diff |
| ---- | --------------- | --- | - | - | - | - | -- | -- | ---- |
| 1    | Grande-Bretagne | 9   | 3 | 3 | 0 | 0 | 43 | 19 | +24  |
| 2    | Allemagne       | 6   | 3 | 2 | 0 | 1 | 47 | 31 | +16  |
| 3    | Slovaquie       | 3   | 3 | 1 | 0 | 2 | 40 | 32 | +8   |
| 4    | Bulgarie        | 0   | 3 | 0 | 0 | 3 | 23 | 71 | -48  |

| 1ère journée 5 janvier | 1ère journée 5 janvier | 1ère journée 5 janvier | 2ème journée 6 janvier | 2ème journée 6 janvier | 2ème journée 6 janvier | 3ème journée 7 janvier | 3ème journée 7 janvier | 3ème journée 7 janvier |
| ---------------------- | ---------------------- | ---------------------- | ---------------------- | ---------------------- | ---------------------- | ---------------------- | ---------------------- | ---------------------- |
| Slovaquie              | 07 - 12                | Grande-Bretagne        | Bulgarie               | 06 - 19                | Grande-Bretagne        | Slovaquie              | 23 - 08                | Bulgarie               |
| Allemagne              | 29 - 09                | Bulgarie               | Slovaquie              | 10 - 12                | Allemagne              | Allemagne              | 06 - 12                | Grande-Bretagne        |

## Phase finale
|  | Huitièmes de finale | Huitièmes de finale |                        |           | Quarts de finale | Quarts de finale |   |  | Demi-finales | Demi-finales |  |  | Finale     | Finale     |
|  | ------------------- | ------------------- | ---------------------- | --------- | ---------------- | ---------------- | - |  | ------------ | ------------ |  |  | ---------- | ---------- |
|  |                     |                     |                        |           |                  |                  |   |  |              |              |  |  |            |            |
|  |                     |                     |                        |           | 9 janvier        | 9 janvier        |   |  | 11 janvier   | 11 janvier   |  |  | 13 janvier | 13 janvier |
|  |                     |                     |                        |           | 9 janvier        | 9 janvier        |   |  | 11 janvier   | 11 janvier   |  |  | 13 janvier | 13 janvier |
|  |                     |                     |                        |           | 9 janvier        | 9 janvier        |   |  | 11 janvier   | 11 janvier   |  |  | 13 janvier | 13 janvier |
|  |                     |                     |                        |           | 9 janvier        | 9 janvier        |   |  | 11 janvier   | 11 janvier   |  |  | 13 janvier | 13 janvier |
|  |                     |                     |                        |           | 9 janvier        | 9 janvier        |   |  | 11 janvier   | 11 janvier   |  |  | 13 janvier | 13 janvier |
|  |                     | Pays-Bas            | 25                     |           |                  |                  |   |  | 11 janvier   | 11 janvier   |  |  | 13 janvier | 13 janvier |
|  | 8 janvier           | Pays-Bas            | 25                     |           |                  |                  |   |  | 11 janvier   | 11 janvier   |  |  | 13 janvier | 13 janvier |
|  |                     | Grande-Bretagne     | 6                      |           |                  |                  |   |  | 11 janvier   | 11 janvier   |  |  | 13 janvier | 13 janvier |
|  | Israël              | Grande-Bretagne     | 6                      | 9 (4)     |                  |                  |   |  | 11 janvier   | 11 janvier   |  |  | 13 janvier | 13 janvier |
|  | Israël              | 9 janvier           |                        | 9 (4)     |                  |                  |   |  | 11 janvier   | 11 janvier   |  |  | 13 janvier | 13 janvier |
|  | Grande-Bretagne     | 9 (5)               |                        |           |                  |                  |   |  | 11 janvier   | 11 janvier   |  |  | 13 janvier | 13 janvier |
|  | Grande-Bretagne     | 9 (5)               |                        | Pays-Bas  | 7                |                  |   |  |              |              |  |  | 13 janvier | 13 janvier |
|  |                     |                     |                        | Pays-Bas  | 7                |                  |   |  |              |              |  |  | 13 janvier | 13 janvier |
|  |                     |                     | Italie                 | 6         |                  |                  |   |  |              |              |  |  | 13 janvier | 13 janvier |
|  |                     |                     | Italie                 | 6         |                  |                  |   |  |              |              |  |  | 13 janvier | 13 janvier |
|  | 11 janvier          |                     |                        |           |                  |                  |   |  |              |              |  |  | 13 janvier | 13 janvier |
|  |                     |                     |                        |           |                  |                  |   |  |              |              |  |  | 13 janvier | 13 janvier |
|  |                     | Italie              | 12                     |           |                  |                  |   |  |              |              |  |  | 13 janvier | 13 janvier |
|  | 8 janvier           | Italie              | 12                     |           |                  |                  |   |  |              |              |  |  | 13 janvier | 13 janvier |
|  |                     | Hongrie             | 11                     |           |                  |                  |   |  |              |              |  |  | 13 janvier | 13 janvier |
|  | Hongrie             | Hongrie             | 11                     | 27        |                  |                  |   |  |              |              |  |  | 13 janvier | 13 janvier |
|  | Hongrie             | 9 janvier           |                        | 27        |                  |                  |   |  |              |              |  |  | 13 janvier | 13 janvier |
|  | Tchéquie            | 4                   |                        |           |                  |                  |   |  |              |              |  |  | 13 janvier | 13 janvier |
|  | Tchéquie            | 4                   |                        | Pays-Bas  | 8                |                  |   |  |              |              |  |  |            |            |
|  |                     |                     |                        | Pays-Bas  | 8                |                  |   |  |              |              |  |  |            |            |
|  |                     | Espagne             | 7                      |           |                  |                  |   |  |              |              |  |  |            |            |
|  |                     | Espagne             | 7                      |           |                  |                  |   |  |              |              |  |  |            |            |
|  |                     |                     |                        |           |                  |                  |   |  |              |              |  |  |            |            |
|  |                     |                     |                        |           |                  |                  |   |  |              |              |  |  |            |            |
|  | Espagne             | 17                  |                        |           |                  |                  |   |  |              |              |  |  |            |            |
|  | Espagne             | 17                  | 8 janvier              |           |                  |                  |   |  |              |              |  |  |            |            |
|  |                     | Croatie             | 6                      |           |                  |                  |   |  |              |              |  |  |            |            |
|  | Croatie             | Croatie             | 6                      | 11        |                  |                  |   |  |              |              |  |  |            |            |
|  | Croatie             | 9 janvier           |                        | 11        |                  |                  |   |  |              |              |  |  |            |            |
|  | Serbie              | 8                   |                        |           |                  |                  |   |  |              |              |  |  |            |            |
|  | Serbie              | 8                   |                        | Espagne   | 13               |                  |   |  |              |              |  |  |            |            |
|  |                     |                     |                        | Espagne   | 13               |                  |   |  |              |              |  |  |            |            |
|  |                     | Grèce               | 5                      |           |                  |                  |   |  |              |              |  |  |            |            |
|  |                     | Grèce               | 5                      |           |                  |                  |   |  |              |              |  |  |            |            |
|  |                     |                     |                        |           |                  |                  |   |  |              |              |  |  |            |            |
|  |                     |                     | Match pour la 3e place |           |                  |                  |   |  |              |              |  |  |            |            |
|  | Grèce               | 15                  |                        |           |                  |                  |   |  |              |              |  |  |            |            |
|  | Grèce               | 15                  | 8 janvier              | 8 janvier | 13 janvier       | 13 janvier       |   |  |              |              |  |  |            |            |
|  |                     | France              | 8 janvier              | 8 janvier | 13 janvier       | 13 janvier       | 7 |  |              |              |  |  |            |            |
|  | France              | France              | 14                     | Italie    | 6                |                  | 7 |  |              |              |  |  |            |            |
|  | France              |                     |                        |           | 6                |                  |   |  |              |              |  |  |            |            |
|  | Allemagne           | 6                   |                        |           | Grèce            | 7                |   |  |              |              |  |  |            |            |
|  | Allemagne           | 6                   |                        |           | Grèce            | 7                |   |  |              |              |  |  |            |            |

Matchs de Classement de la 13ème à la 16ème position :
| 8 janvier à 12h00 | 8 janvier à 12h00 | 8 janvier à 12h00 | 8 janvier à 13h30 | 8 janvier à 13h30 | 8 janvier à 13h30 |
| ----------------- | ----------------- | ----------------- | ----------------- | ----------------- | ----------------- |
| Slovaquie         | NC                | Turquie           | Bulgarie          | NC                | Roumanie          |

## Statistiques et récompenses

### Classement
| Rang | Équipe          |
| ---- | --------------- |
| 1    | Pays-Bas        |
| 2    | Espagne         |
| 3    | Grèce           |
| 4    | Italie          |
| 5    | Hongrie         |
| 6    | France          |
| 7    | Grande-Bretagne |
| 8    | Croatie         |
| 9    | Israël          |
| 10   | Serbie          |
| 11   | Allemagne       |
| 12   | Tchéquie        |
| 13   | Turquie         |
| 14   | Roumanie        |
| 15   | Slovaquie       |
| 16   | Bulgarie        |